# الكسندر فرنسيس تشامبرلين
الكسندر فرنسيس تشامبرلين (بالإنجليزية: Alexander Francis Chamberlain)‏  (و. 1865 – 1914 م) هو عالم إنسان كندي، توفي عن عمر يناهز 49 عاماً.

## التعليم
تعلم في جامعة كلارك.

## روابط خارجية
- الكسندر فرنسيس تشامبرلين على موقع الموسوعة البريطانية (الإنجليزية)